# راه‌آهن شمال

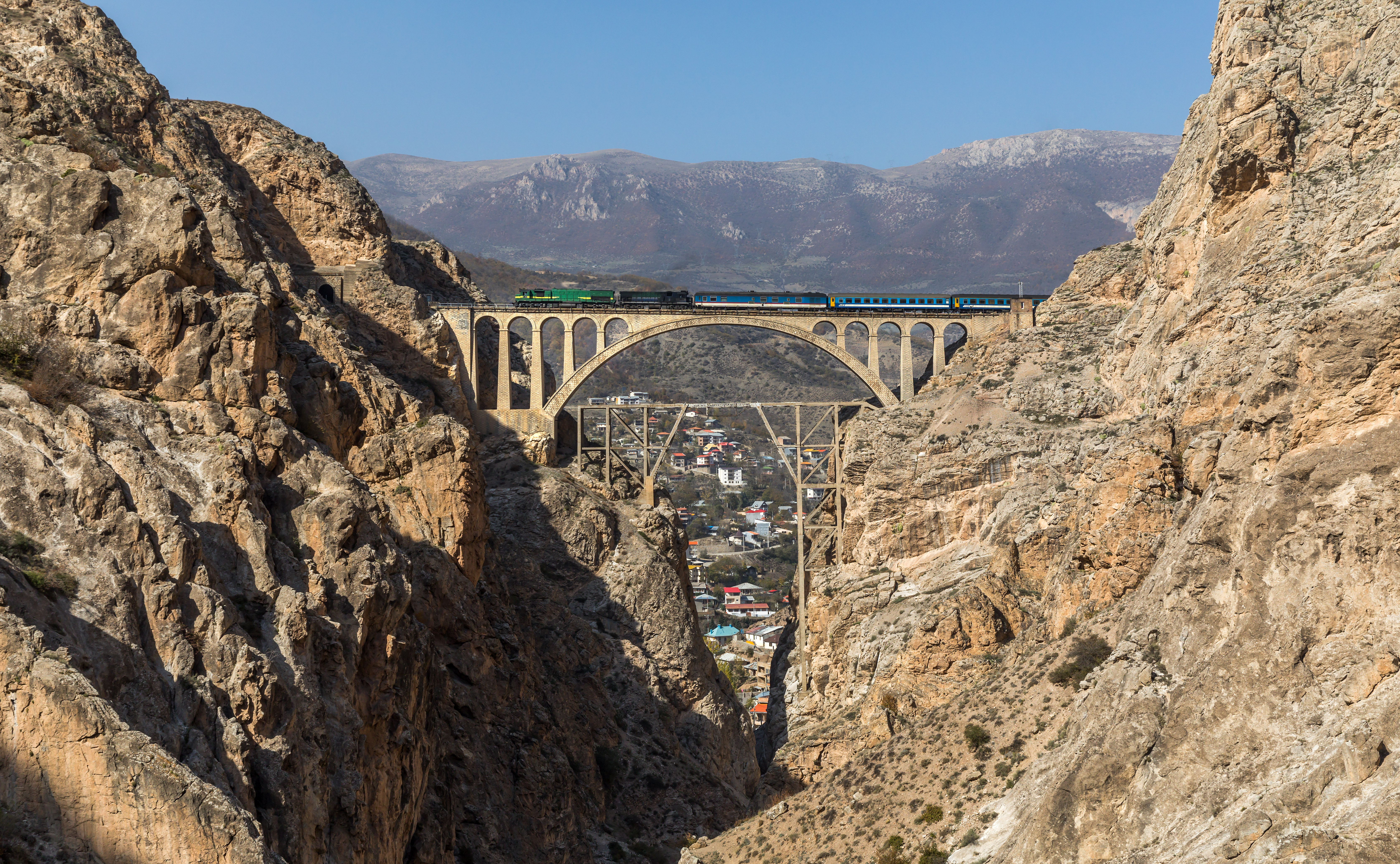
نگاره‌ای از پل ورسک در حین عبور قطار مسافری از روی آن. پل ورسک ۸۴ سال پیش در زمان رضاشاه در شهرستان سوادکوه استان مازندران ساخته شد. این پل در مسیر راه‌آهن سراسری ایران و در ارتفاع ۱۱۰ متری از ته دره، با دهانه ۶۶ متری و با وسایلی ابتدایی ساخته شد. این پل دو کوه عظیم و سخت‌گذر عباس‌آباد را به هم متصل می‌کند. از شگفتی‌های ساخت پل ورسک عدم استفاده از هر گونه سازه فلزی در ساخت آن است.

راه‌آهن مازندران - زیرآب، سوادکوه

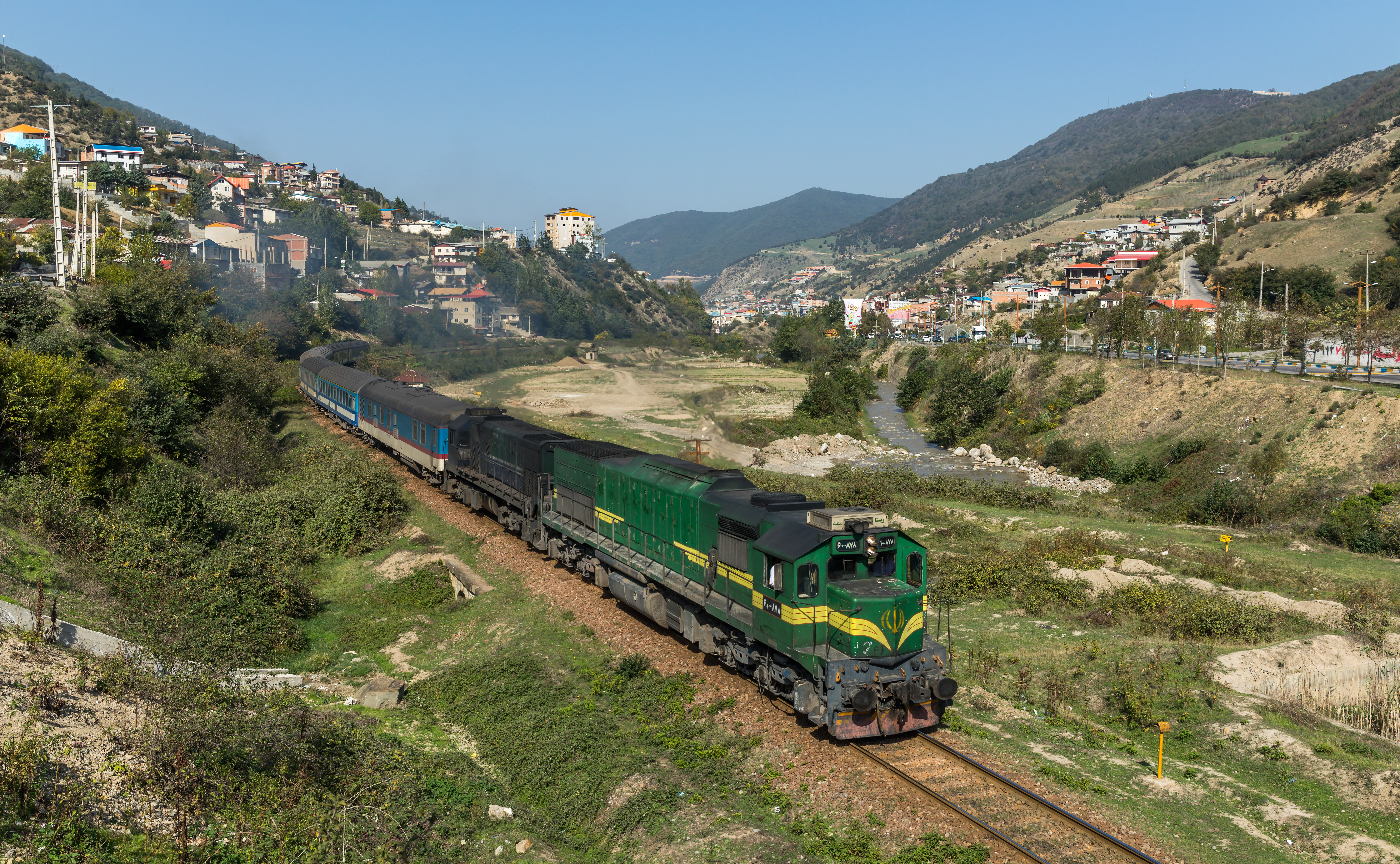
نگاره‌ای از یک لوکوموتیو ئی‌ام‌دی جی‌تی۲۶سی‌دابلیو-۲ متعلق به راه‌آهن ایران در حین گذر از شهر پل‌سفید در شهرستان سوادکوه، مازندران.

راه‌آهن شمال یا راه‌آهن مازندران، نام یکی از شعبه‌های اصلی از راه‌آهن سراسری ایران است که مرکز این ناحیه راه‌آهن در شهر ساری واقع شده است و در سال ۱۳۰۸ خورشیدی در دوران رضاشاه پهلوی، نخستین فاز آن بین شهرهای ساری-بندر ترکمن افتتاح گردید. این راه‌آهن دارای ۲۷ ایستگاه می‌باشد که ۷ ایستگاه آن مشترک با راه‌آهن خراسان است. راه‌آهن مازندران به نام راه‌آهن شمال نیز مشهور است و امروزه نیز برخی آن را مسیر گرگان نیز می‌نامند. حوزه استحفاظی راه‌آهن شمال از سوزن خروجی ایستگاه گرمسار در استان سمنان آغاز و با عبور از کوه‌های البرز و بخش‌هایی از استان تهران وارد استان مازندران و مناطق جنگلی شده و با عبور از شهرهای متعدد و مناطق جلگه‌ای وارد استان گلستان و در انتها به ایستگاه گرگان ختم می‌شود.

## تاریخچه

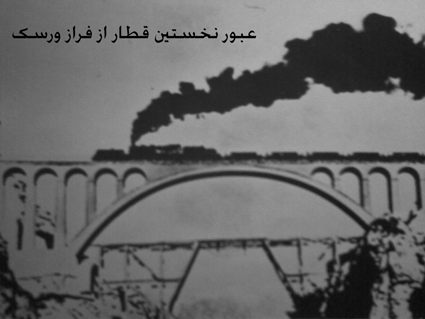
عبور نخستین قطار ایرانی بر روی پل ورسک

اولین خط راه‌آهن نوین ایران در دوران رضا شاه پهلوی از شاهی (قائم شهر کنونی) تا بندر شاه (بندر ترکمن امروزی) کشیده گشت، پس از اتمام ساخت پل گردن در ساری اولین قطار در مهرماه ۱۳۰۸ به دستور رضا شاه پهلوی از ایستگاه راه آهن ساری عازم بندر ترکمن گردید.

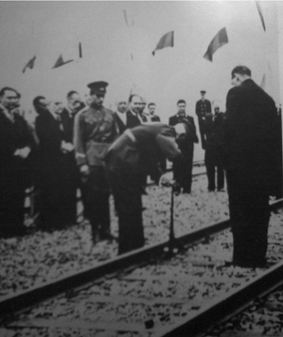
رضاشاه پهلوی در حال سفت کردن آخرین پیچ راه‌آهن سراسری ایران.

پس از آن هم‌زمان با احداث راه‌آهن خوزستان، کارها در رشته کوه‌های البرز آغاز گردید، کارگران و مهندسین ایرانی و پیمانکاران به ویژه آلمانی‌ها، کار ساخت تونل‌ها و پل‌ها را انجام دادند.

## مشخصات
طول راه‌آهن شمال ۳۸۲ کیلومتر بوده و علاوه بر این شامل ۲۸ کیلومتر خط انشعابی بندر امیرآباد و همچنین در کل ۹۱ کیلومتر خطوط فرعی (شامل ۵/۴۳ کیلومتر خط تجاری و ۵/۴۷ کیلومتر خط مانوری) می‌باشد. راه‌آهن شمال دارای ۲۷ ایستگاه است که در حال حاضر دو ایستگاه تیرتاش و گلوگاه بسته هستند. این راه‌آهن از نظر شرایط اقلیمی به دو بخش جلگه‌ای و کوهستانی تقسیم می‌شود. مرتفع‌ترین نقطه این خط گردنه گدوک با ارتفاع ۲۱۱۲ متر از سطح دریاست. این خط از گرگان تا شیرگاه بطول ۱۸۷ کیلومتر از کنار جلگه‌های سرسبز عبور می‌نماید و سپس بطول ۱۱۳ کیلومتر با عبور از مناطق جنگلی و کوهستانی سوادکوه و گردنه گدوک وارد فیروزکوه می‌شود. مسیر راه‌آهن سوادکوه دارای مناظر زیبای عبور از جنگل در مجاور رود تلار، پل معروف ورسک، پل کلانتری دوآب و سه خط طلایی بسیار دیدنی می‌باشد. این خط در ادامه با طول ۸۱ کیلومتر با عبور از جلگه جنوبی فیروزکوه وارد شهرستان گرمسار می‌شود.
راه‌آهن شمال دارای ۹۵ تونل است که طول آن‌ها در کل به ۲۷ کیلومتر می‌رسد که بزرگ‌ترین آن‌ها تونل گدوک است. ساخت این تونل‌ها با توجه به محدودیت امکانات در زمان ساخت با مشکلاتی همراه بوده‌است، به عنوان نمونه در هنگام ساخت تونل شماره ۳۶ متصاعد شدن گاز متان سبب وقوع چندین انفجار شده که پس از خاموش کردن شعله‌های ناشی از آن کارگران در دمای بیش از ۵۵ درجه به کار خود ادامه می‌دادند.
راه‌آهن شمال دارای نزدیک به ۱۵۰۰ عدد پل و آبرو به طول تقریبی ۶۸۵۰ متر می‌باشد که پل ورسک بزرگترین آن می‌باشد. راه‌آهن شمال دارای شیب و فراز ۲۸ در هزار می‌باشد. به خط راه‌آهن شمال، خط بندر ترکمن-گرگان در سال ۱۳۳۹ بطول ۳۶ کیلومتر و خط رستمکلا-امیرآباد در سال ۱۳۷۹ بطول ۲۱ کیلومتر اضافه گردیده‌است.
مرکز اداره راه‌آهن شمال در شهر ساری قرار دارد و از ایستگاه‌های مهم این خط می‌توان به گرگان، بندر ترکمن، قائم شهر، پل سفید و فیروزکوه اشاره کرد.

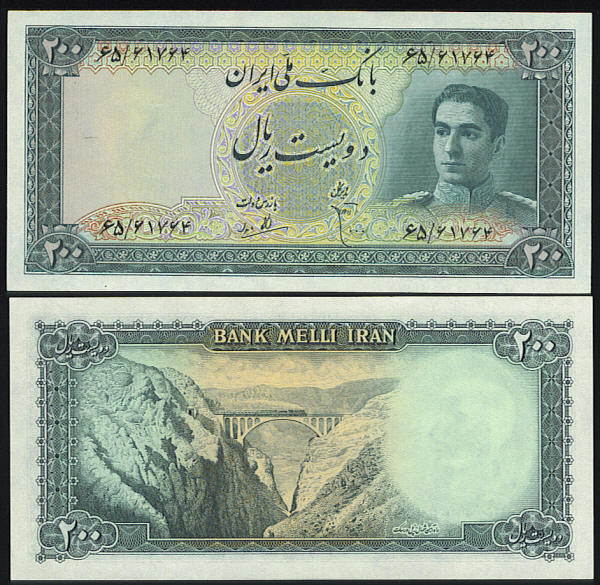
دویست ریالی - پشت اسکناس تصویر راه آهن شمال - پل ورسک

راه‌آهن شمال؛ میان ایستگاه‌های بن‌کوه و کبوتردره (حبله‌رود)، کوهپایهٔ سیاوند

ارتفاع این خط در ایستگاه گرگان ۷۶ متر از سطح دریا می‌باشد که با شیب ملایم در منطقه تیرتاش به ۱٬۲ می‌رسد و از این نقطه فراز خط راه‌آهن شمال آغاز می‌شود که بین ایستگاه‌های دوگل و گدوک در کیلومتر ۲۱۸ به ۲۱۱۲ متر از سطح دریا می‌رسد.
راه‌آهن شمال از سال ۱۳۷۲ شروع به بازسازی خطوط و ساختمان ایستگاه‌ها نموده به‌طوری‌که هم‌اکنون از خروجی ایستگاه گرمسار تا ایستگاه بهشهر، خطوط ریلی با ریل u33 و تراورس‌های بتنی بطول ۲۹۰ کیلومتر بازسازی شده‌است.

## اهمیت

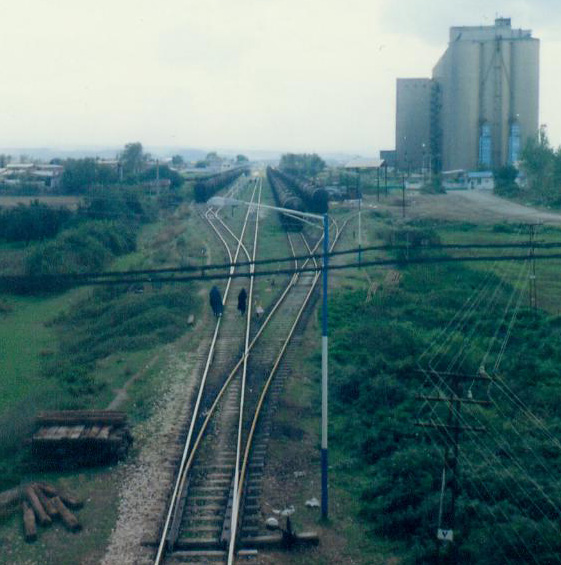
ایستگاه نکا.

بندرها بزرگ دریای مازندران (چه در گذشته و چه در امروز) همگی با اتکا به این راه ترانزیت بین‌المللی رشد و ترقی داشته‌اند، اگرچه زمانی بندر ترکمن و بندر گز خدمات بزرگی را کردند، ولی امروزه بندر امیرآباد توسط راه‌آهن مازندران ارتباط روسیه و اروپا با خلیج عمان و اقیانوس هند را برقرار ساخته‌است.

## طرح توسعه راه‌آهن شمال

### ساریبه غرب مازندران
که در دست مطالعات است، به طول بیش از ۲۰۰ کیلومتر می‌باشد، با اجرایی شدن آن نقش مفیدی در توسعه گردشگری خواهد داشت، نه تنها غرب و مرکز مازندران را به یکدیگر متصل می‌کند، بلکه کریدور ترانزیتی مناسبی برای بندر نوشهر می‌گردد، از طرفی امکان سفر آسان‌تر به مشهد برای غربی نشینان مازندران را فراهم می‌کند.

### گرگانبهمشهد
این طرح سال‌هاست که در دست مطالعه است. اگرچه این طرح به لحاظ قدمت و فرسودگی مسیر قائم شهر به تهران گاه به دست فراموشی سپرده می‌شود ولی نباید از نظر دور داشت که در صورتی که طرح تهیه شده توسط شرکت مترا با تغییراتی شامل اتصال به مرز اینچه برون گردد، می‌توان از این خط نیز بهره‌برداری اقتصادی کرد

### گرگانبهترکمنستان
این طرح جدید، گرگان را به صنایع پتروشیمی گلستان و از آنجا به اینچه برون پیوند می‌دهد. این طرح با انعقاد قرارداد اتصال راه‌آهن قزاقستان از محور آکتائو به بندر ترکمنباشی ترکمنستان وارد فاز اجرائی گردیده‌است و از تقاطع شهر قازانجیق استان بالکان به طرف شهر مرزی قزل اترک امتداد یافته و از این مرز به شهر اینچه برون استان گلستان ایران امتداد می‌یابد.

## مناطق مهم

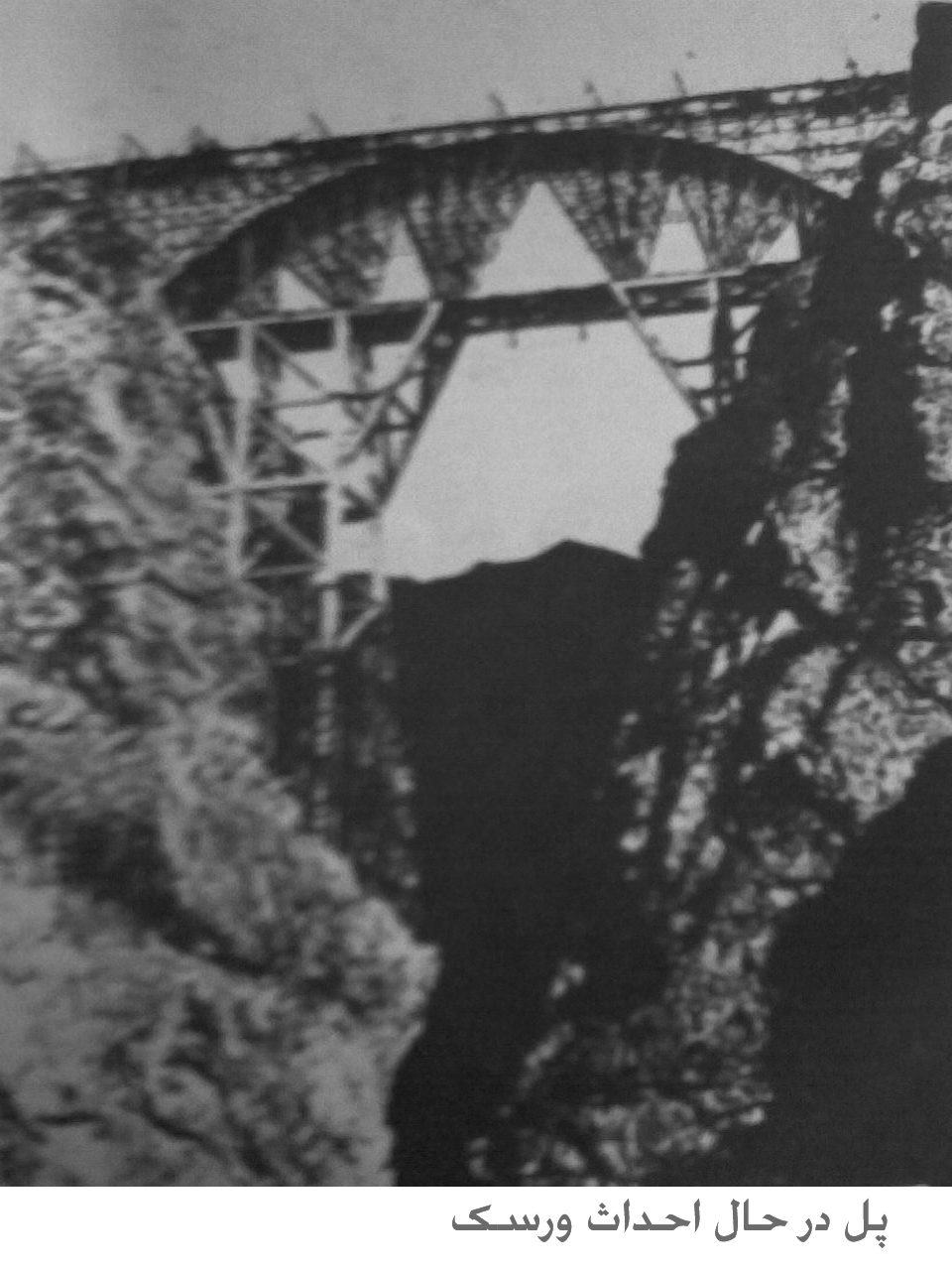
پل ورسک در حال احداث که به همت رضاشاه پهلوی ساخته شد.

تونل گدوک در زمستان

### پل ورسک
پل ورسک از بزرگ‌ترین پل‌های راه‌آهن سراسری ایران است که در ارتفاعات روستای ورسک در شهرستان سواد کوه قرار دارد. این پل در ارتفاع ۱۱۰ متری از ته دره با دهانه ۶۶ متری و با وسایلی ابتدایی ساخته شده‌است.

### پل کلانتری دوآب
این پل زیبا و قوسی شکل سمبل معماری تلفیقی ایرانی و اروپایی می‌باشد. این پل در نزدیکی پادگان دوآب در سوادکوه قرار دارد.

### تونل گدوک
تونل گدوک طولانی‌ترین تونل راه‌آهن در خاورمیانه با طول بیش از ۲۸۸۰ متر است که قطار امروزه آن را در طی مدت ۳ دقیقه و بیست ثانیه طی می‌کند، این تونل دارای ۵۶۰ سانتی‌متر عرض و ۶۰۰ سانتی‌متر ارتفاع می‌باشد و از این لحاظ عریض‌ترین تونل در میان تمامی تونل‌های راه‌آهن در ایران است، همچنین در حدود ۹۰۰ متر انتهای جنوبی آن بلندترین ارتفاع را دارد.

### تونل‌های ورسک به دوگل
تونل‌های ورسک به دوگل که سه خط طلا نامیده می‌شود، یکی از عجایب خط آهن منطقه است، طوری‌که در سه دوری که قطار وارد تونل می‌گردد، هر بار در جهتی مخالف خارج شده و دوباره تغییر جهت می‌دهد.

## ایستگاه‌ها
ایستگاه به ترتیب از تهران به مازندران و گلستان به قرار ذیل می‌باشند:

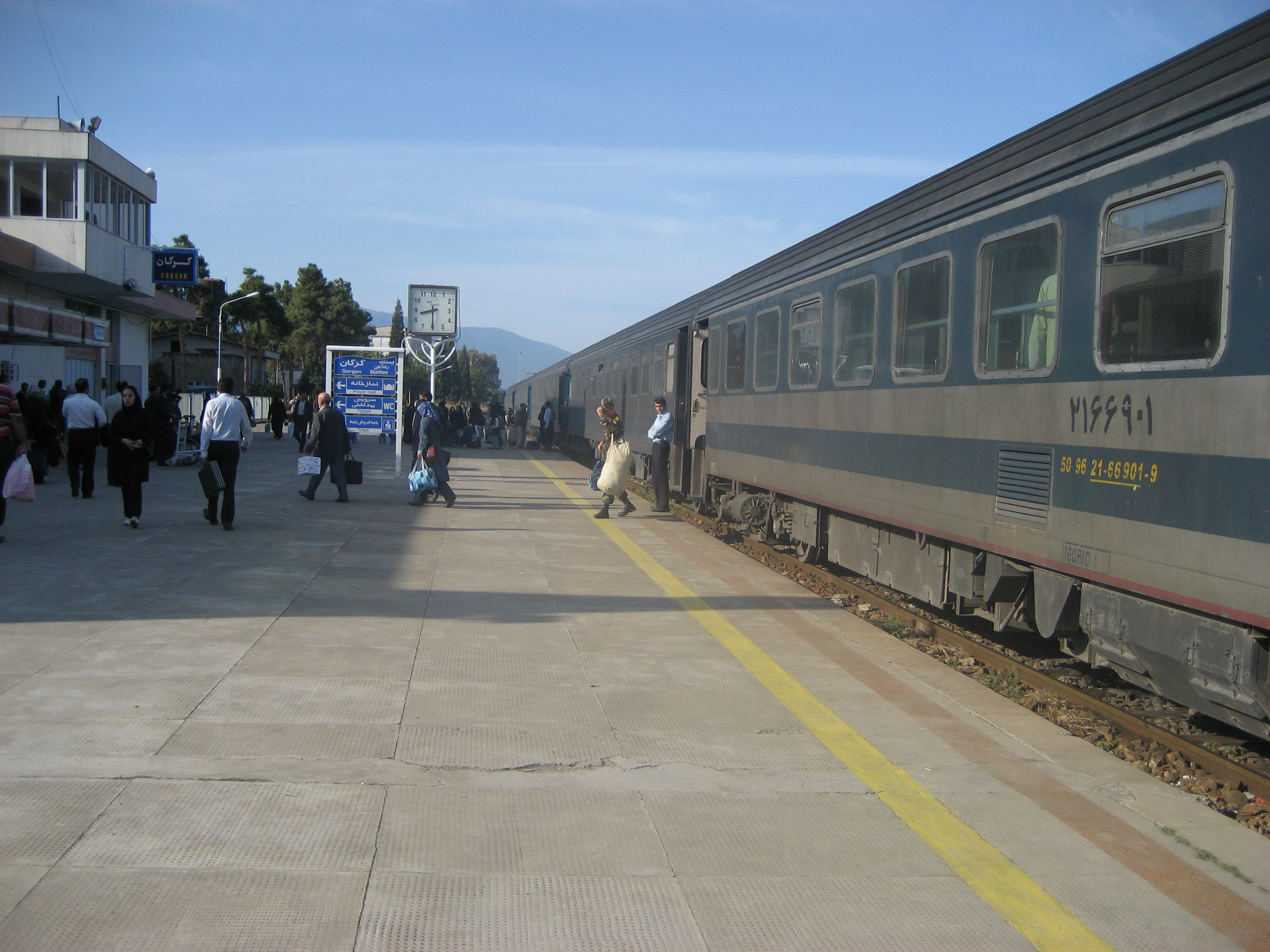
ایستگاه راه‌آهن گرگان، سال ۲۰۰۷.

| تهران                                      | تهران-قم، تهران-تبریز، (متروی تهران) |
| شهرری                                      | (متروی تهران)                        |
| بهرام                                      | آپرین-بهرام (کمربندی ریلی تهران)     |
| قرچک                                       |                                      |
| باقرآباد                                   |                                      |
| ورامین                                     |                                      |
| پیشوا                                      |                                      |
| ابردژ                                      |                                      |
| کویر                                       |                                      |
| گرمسار                                     | تهران-مشهد                           |
| اداره راه‌آهن تهران اداره راه‌آهن شمال ۱     |                                      |
| بن‌کوه                                      |                                      |
| کبوتردره                                   |                                      |
| سیمین‌دشت                                   |                                      |
| زرین‌دشت                                    |                                      |
| مهاباد                                     |                                      |
| فیروزکوه                                   |                                      |
| سرجمند                                     |                                      |
| گدوک                                       |                                      |
| دوگل                                       |                                      |
| ورسک                                       |                                      |
| سرخ‌آباد                                    |                                      |
| سوادکوه                                    |                                      |
| پل سفید                                    |                                      |
| زیرآب                                      |                                      |
| شیرگاه                                     | شیرگاه-رشت                           |
| قائمشهر                                    |                                      |
| گونی بافی                                  |                                      |
| ساری                                       |                                      |
| سورک (شهید نوبخت)                          |                                      |
| نکا                                        |                                      |
| رستمکلا                                    | رستمکلا-بندر امیرآباد                |
| بهشهر                                      |                                      |
| تیرتاش                                     |                                      |
| اداره راه‌آهن شمال ۱ اداره راه‌آهن شمال‌شرق ۲ |                                      |
| گلوگاه                                     |                                      |
| بندرگز                                     |                                      |
| بندرترکمن                                  |                                      |
| سبزدشت                                     |                                      |
| گرگان                                      | مشهد-گرگان                           |
| یامپی                                      |                                      |
| آق قلا                                     |                                      |
| پتروشیمی                                   |                                      |
| اینچه‌برون                                  |                                      |